# Pellérd, Baranya
Pellérd este un sat în districtul Pécs, județul Baranya, Ungaria, având o populație de 2.264 de locuitori (2011). 

## Demografie
Componența etnică a satului Pellérd
     Maghiari (92,99%)
     Germani (2,65%)
     Croați (1,67%)
     Romi (1,21%)
     Necunoscut (0,88%)
     Alții (0,6%)
Componența confesională a satului Pellérd
     Romano-catolici (47,84%)
     Fără religie (20,45%)
     Reformați (5,87%)
     Luterani (1,41%)
     Atei (1,28%)
     Necunoscută (22,97%)
     Greco-catolici (0,18%)
     Alte religii (1,15%)
Conform recensământului din 2011, satul Pellérd avea 2.264 de locuitori. Din punct de vedere etnic, majoritatea locuitorilor (92,99%) erau maghiari, existând și minorități de germani (2,65%), croați (1,67%) și romi (1,21%). Apartenența etnică nu este cunoscută în cazul a 0,88% din locuitori. Nu există o religie majoritară, locuitorii fiind romano-catolici (47,84%), persoane fără religie (20,45%), reformați (5,87%), luterani (1,41%) și atei (1,28%). Pentru 22,97% din locuitori nu este cunoscută apartenența confesională.